# Brigitta Danuser
Brigitta Danuser ist Professorin für Arbeitsmedizin an der Universität Lausanne und leitete von 2005 bis 2015 das Institut universitaire romand de Santé au Travail (IST). Seit 1993 ist sie in der Entwicklung und Leitung des MAS und heutigen DAS „Work+Health“ aktiv, welches Arbeitsmediziner und -hygieniker ausbildet, von 2012 bis 2018 als dessen akademische Leiterin.

## Werdegang
Brigitta Danuser studierte Medizin an der Universität Zürich und habilitierte an der ETH Zürich mit dem Thema „Motivierte Aufmerksamkeit“ in Arbeitsphysiologie. Ihre psychophysiologischen Forschungen wollen die moderne, emotionale, kognitive und durch öffentliche Auftritte geprägte Arbeit besser verstehen. Ihre Forschungsarbeiten zeichnen sich durch eine hohe Transdisziplinarität aus, motiviert durch das breite Forschungsfeld Arbeit+Gesundheit. Zurück zur Arbeit sowie das soziopolitische System und seine Auswirkungen auf Arbeit+Gesundheit-Fragen wurden in den letzten Jahren zum wichtigsten Forschungsschwerpunkt.
Am Institut de Santé au Travail baute Brigitta Danuser verschiedene Konsultationen für Arbeitnehmende auf: „Souffrance“ oder Stresssprechstunde, allgemeine arbeitsmedizinische Sprechstunde sowie Sprechstunden zu Mutterschaftsschutz und beruflich bedingten Atemwegs- und Lungenproblemen.

## Auszeichnungen
2012 wurde Brigitta Danuser die Joseph-Rutenfranz-Medaille der Deutschen Gesellschaft für Arbeits- und Umweltmedizin für ihre psychophysiologischen Forschungen verliehen.

## Engagement
Brigitta Danuser war von 2003 bis 2010 Präsidentin der Schweizerischen Gesellschaft für Arbeitsmedizin. Seit 2009 ist sie Mitglied der Eidgenössischen Arbeitskommission.

## Privates
Sie war verheiratet mit Hans Danuser. Das Paar bekam zwei Kinder, einen Sohn und eine Tochter.

## Publikationen
- Brigitta Danuser: Homo laborans. Gesundsein und Kranksein bei der Arbeit. Versus, Zürich 2019, ISBN 978-3-03909-264-2.
- Brigitta Danuser und Viviane Gonik (Hrsg./ed.): Die Arbeit: eine Re-Vision. / Le travail: une re-vision. Chronos, Zürich 2013, ISBN 978-3-0340-1092-4.
- Publikationsliste auf der Website der Universität Lausanne